# Quassia indica
Quassia indica là một loài thực vật có hoa trong họ Thanh thất. Loài này được (Gaertn.) Noot. miêu tả khoa học đầu tiên năm 1963.

## Hình ảnh

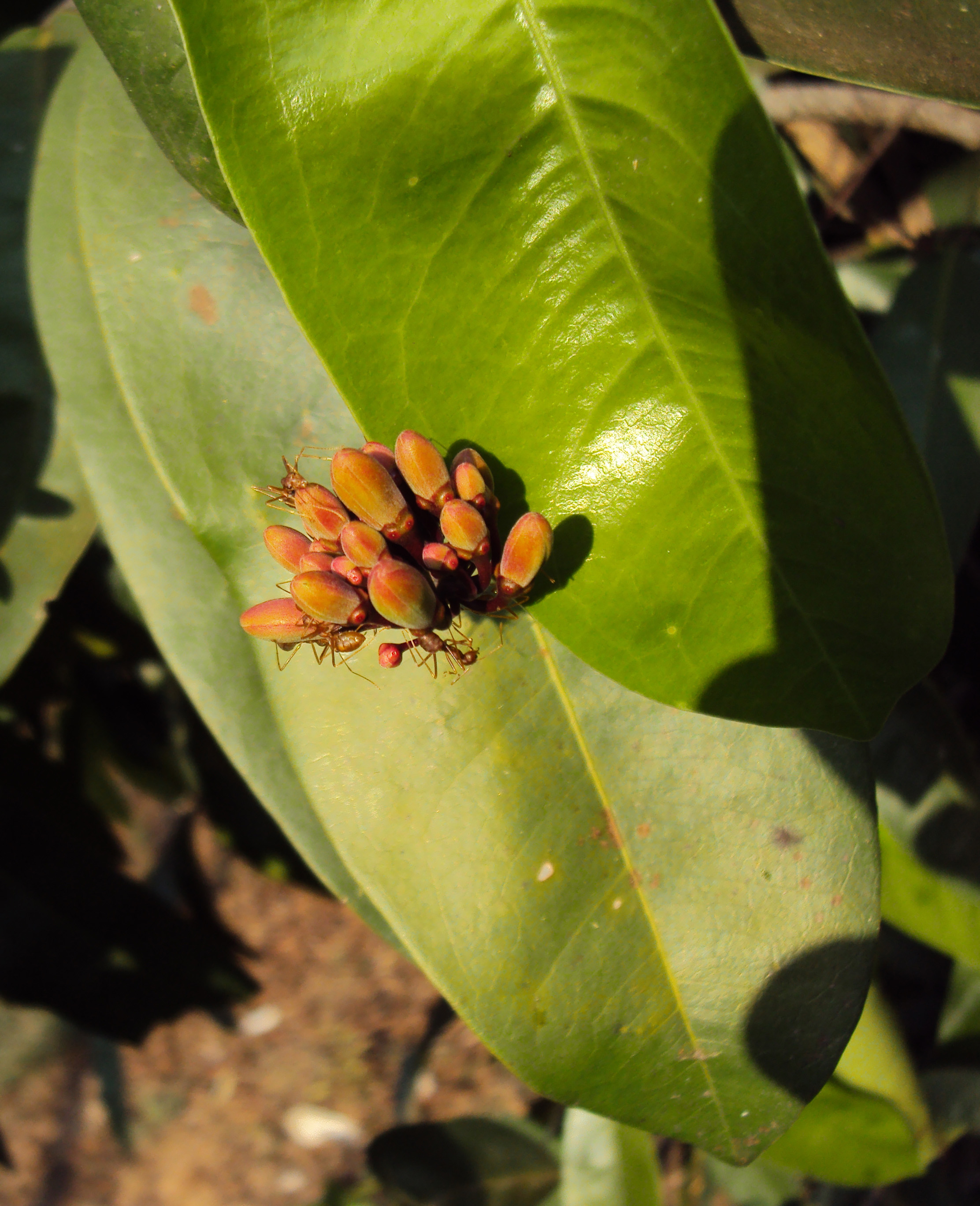
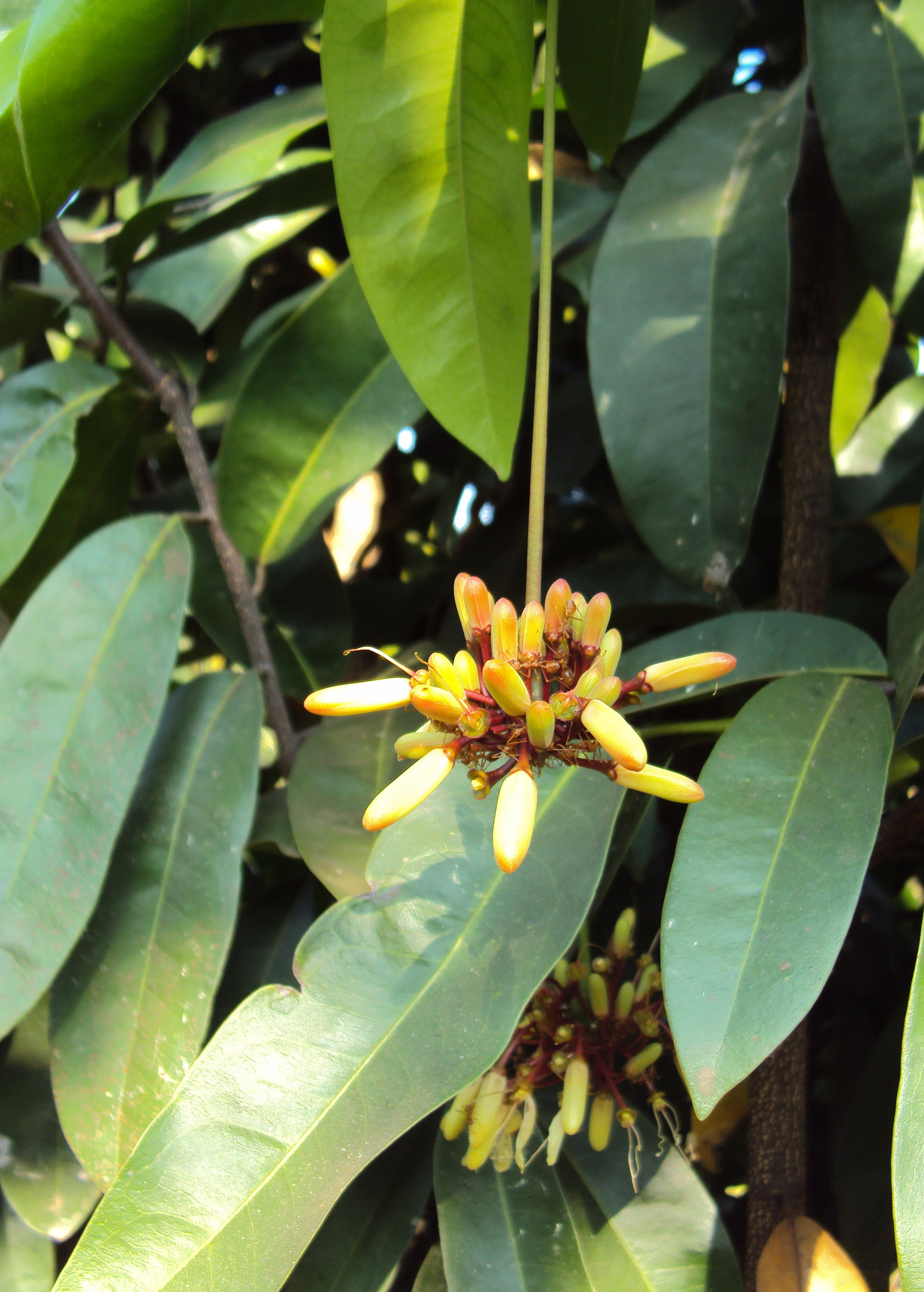
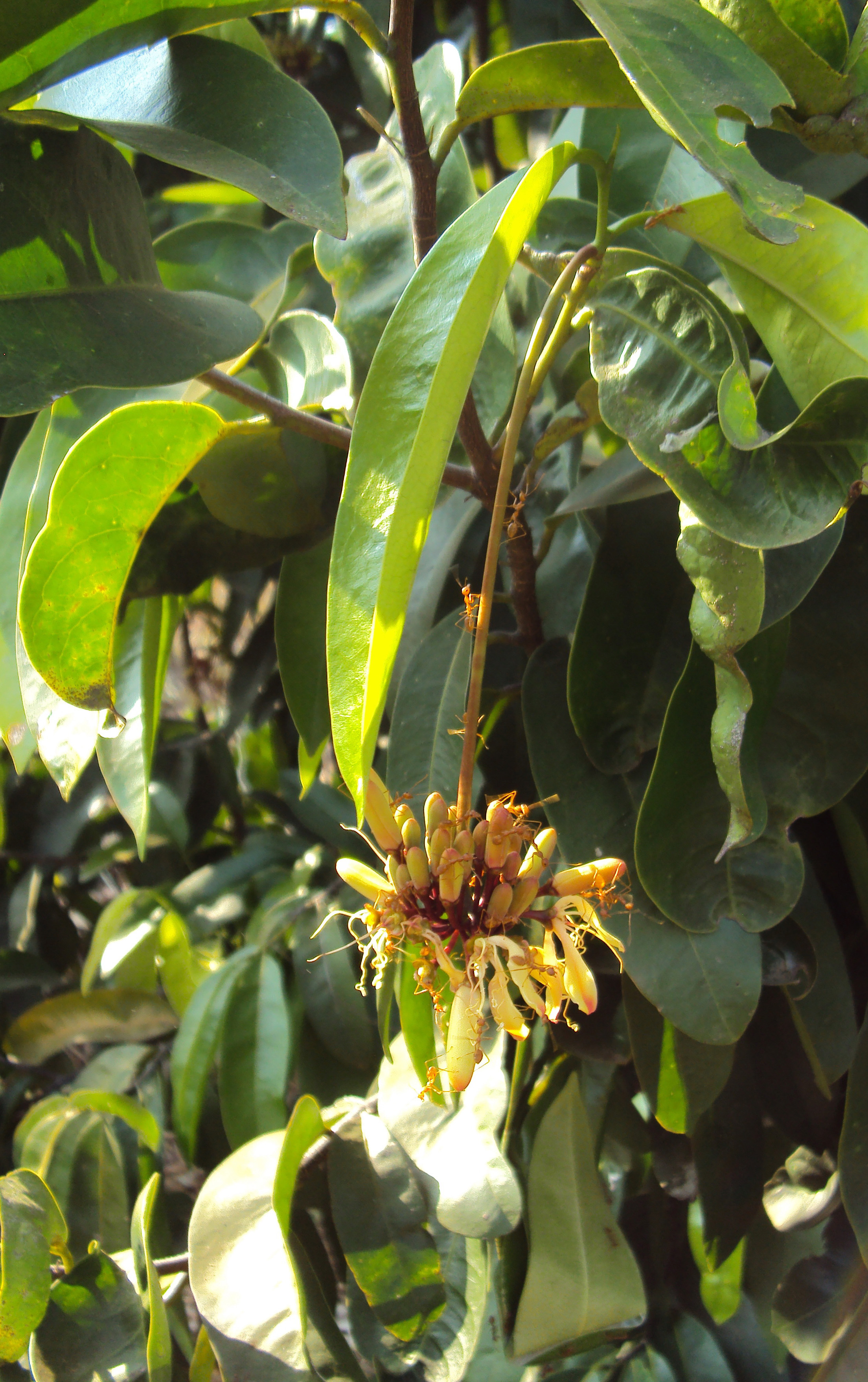
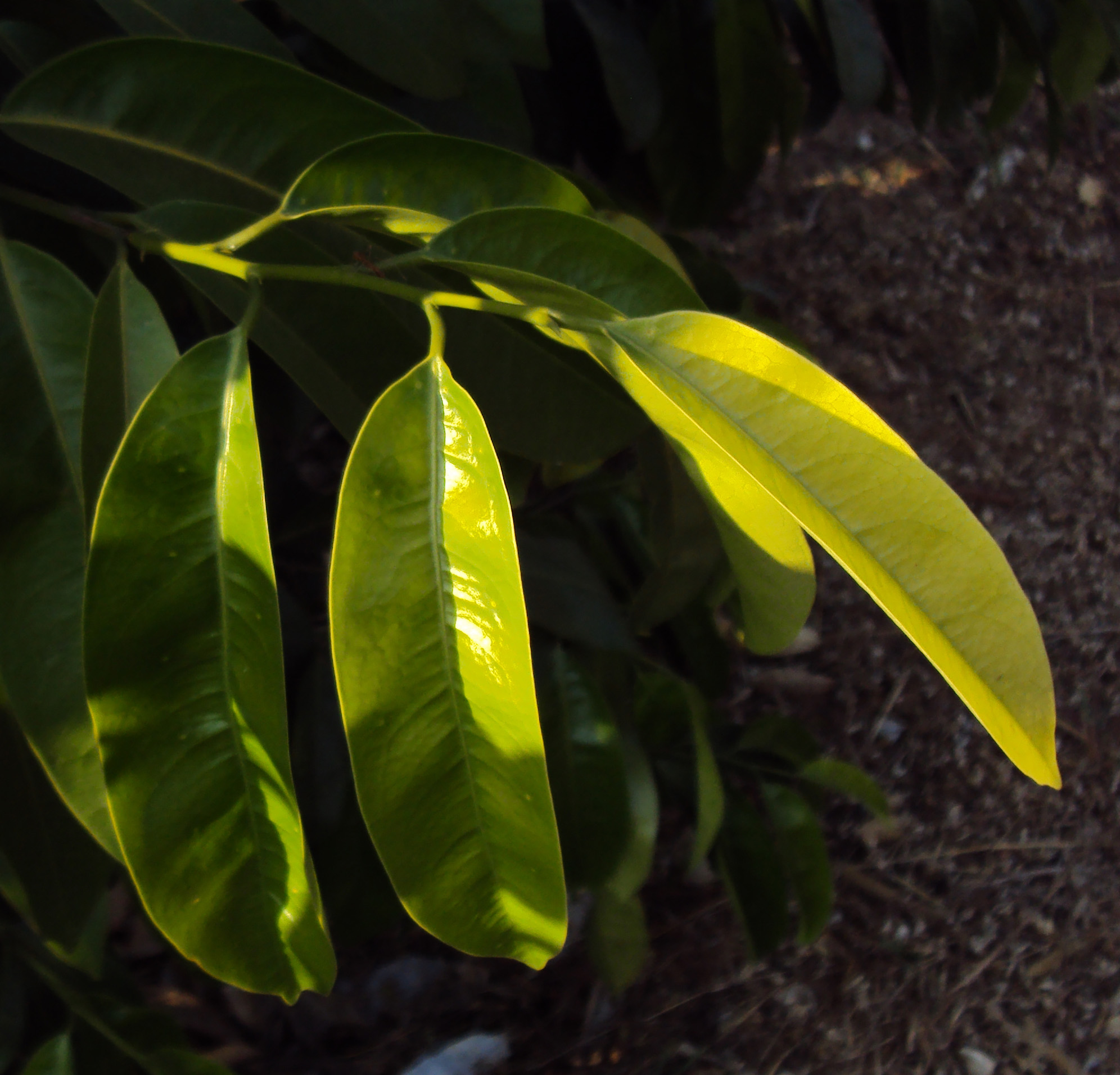